# Orthetrum internum
Orthetrum internum là loài chuồn chuồn trong họ Libellulidae. Loài này được McLachlan mô tả khoa học đầu tiên năm 1894.